# Thébai Héphaisztión
Héphaisztión (Ἡφαιστίων ὁ Θηβαῖος: Théba, szül. 380. november 26.) görög asztrológus. Egy Apoteleszmatika (Az égitestek hatásai) címet viselő asztrológiai összefoglaló munka szerzője. Művének jelentőségét a benne megőrzött, máshonnan nem ismeretes korai görög asztrológiai munkákból származó idézetek és értesülések adják.

## Élete és műve
Életéről a műből származó adatokon kívül semmit sem ismerünk. Ezek szerint 380. november 26-án született az egyiptomi Thébában, fogantatását pedig maga 380. február 20-ára számította.
Műve, az Apoteleszmatika három könyvből áll, amelynek első könyve az asztrológia alapjaival és egyetemes asztrológiával, a második a születési, a harmadik pedig a kezdeményező ágazattal foglalkozik. Két fő forrása szidóni Dórotheosz és Ptolemaiosz, de rajtuk kívül az egyiptomiakra és más olyan szerzőkre is hivatkozik, akiknek művei nem maradtak fenn. Jelentősége éppen az asztrológusi vélemények összegyűjtésében és körültekintő szerkesztésében áll, saját közreműködése csekély. A fennmaradt, 10. századi forrásra visszamenő kéziratok hiányosak és romlottak, ezért a műből készült, rendelkezésre álló kivonatoknak a szöveg helyreállításában nagy szerepük van.
Ezen a munkán kívül néhány kétes vagy kizárható hitelességű művet is nevéhez kapcsolnak.